# Huerto del Remedio de Alcira
El Huerto del Remedio de Alcira es un huerto situado en el municipio de Alcira. Es Bien de Relevancia Local con identificador número 46.20.017-024.

## Historia
El 17 de julio de 2013 se aprobó la modificación del Plan General de Ordenación Urbana por la que el huerto se incluyó en el Catálogo Municipal de Bienes y Espacios Protegidos, en la categoría de espacio etnológico de interés local.

## Descripción
En el huerto hay un ejemplar de Morus kageyamae de más de 150 años de edad.